# Ревин, Игорь Алексеевич
Игорь Алексеевич Ревин (род. 5 февраля 1959) — российский политик и государственный деятель. Депутат Государственной думы VI созыва от КПРФ с 13 мая 2015 года по октябрь 2016 года.

## Биография
В 1988 году был командирован в Лаос. С 1990 года работал экономистом на Сахалине.

### Сахалинская областная дума
В 1994—1996 году — депутат Сахалинской областной Думы, возглавлял комиссию по бюджету и экономике.
С 1997 года работает старшим преподавателем кафедры экономической теории Калининградского государственного технического университета.
В 2004 году избран первым секретарем Калининградского обкома КПРФ.

### Калининградская областная дума
В 2006 году был избран депутатом Калининградской областной Думы четвёртого созыва от единого (общерегионального) избирательного округа по списку избирательного объединения «Коммунистическая партия Российской Федерации».
В 2011 году избран депутатом Калининградской областной Думы пятого созыва по списку избирательного объединения «Коммунистическая партия Российской Федерации».
28.05.2015 г. досрочно сложил полномочия депутата областной Думы в связи с переходом на работу в Государственную Думу РФ.
В сентябре 2016 года вновь избран в областную Думу (шестого созыва), членом постоянного комитета по международным и межрегиональным отношениям, безопасности и правопорядку.

### Государственная дума
13 мая 2015 года получил вакантный мандат депутата Госдумы шестого созыва (освободился после сложения полномочий Владимиром Степановичем Никитиным). В сентябре избирался в Госдуму седьмого созыва по списку и в одномандатном округе (№ 97), где занял второе место.

### Руководство обкомом
С 2004 года по 2019 год — первый секретарь Калининградского областного комитета КПРФ. 23 марта 2019 года был отстранен от должности по просьбе коммунистов региона. За время руководства отделение неоднократно возникали скандалы вокруг фракции КПРФ в областной Думе.

### Личная жизнь
В возрасте 56 лет впервые женился на тайской массажистке Йенгедт Джарии, с которой имеет совместный салон тайского массажа, зарегистрированный по адресу проживания самого Ревина.